# Телепньов Петро Максимович
Петро Максимович Телепньов (1 жовтня 1930, село Староє Село, тепер Вітківського району Гомельської області, Республіка Білорусь — 23 жовтня 2013, місто Москва, Російська Федерація) — радянський діяч, 1-й секретар Ханти-Мансійського окружного комітету КПРС, 1-й секретар Архангельського обласного комітету КПРС. Член ЦК КПРС у 1986—1990 роках. Депутат Верховної Ради СРСР 11-го скликання.

## Життєпис
У 1950 році закінчив Гомельський лісовий технікум Білоруської РСР.
У 1950—1952 роках — майстер сплаву лісу, з 1952 року — начальник Дем'янського рейду, начальник Вагайської сплавдільниці Тобольської сплавної контори тресту «Іртишлісосплав» Тюменської області.
Член КПРС з 1956 року.
У 1959 році закінчив Архангельський лісотехнічний інститут.
У 1959—1961 роках — начальник рейду Кондинського лісопромислового комбінату Ханти-Мансійського національного округу.
У 1961—1963 роках — 2-й секретар, 1-й секретар Кондинського районного комітету КПРС Ханти-Мансійського національного округу.
У 1963 — 19 лютого 1966 року — 2-й секретар Ханти-Мансійського окружного комітету КПРС.
19 лютого 1966 — липень 1970 року — 1-й секретар Ханти-Мансійського окружного комітету КПРС.
У липні 1970—1978 роках — секретар Тюменського обласного комітету КПРС.
У 1978—1983 роках — 2-й секретар Тюменського обласного комітету КПРС.
У 1983 році — інспектор ЦК КПРС.
21 листопада 1983 — 23 листопада 1989 року — 1-й секретар Архангельського обласного комітету КПРС.
З листопада 1989 року — персональний пенсіонер союзного значення.
Помер 23 жовтня 2013 року в Москві. Похований на Троєкуровському цвинтарі Москви.

## Нагороди і звання
- орден Леніна
- орден Жовтневої Революції
- орден Трудового Червоного Прапора
- орден «Знак Пошани»
- медалі